# Wenns
Wenns é um município da Áustria, situado no distrito de Imst, no estado do Tirol. Tem 29,63 km² de área e sua população em 2019 foi estimada em 2.035 habitantes.